# Brochant (stanice metra v Paříži)

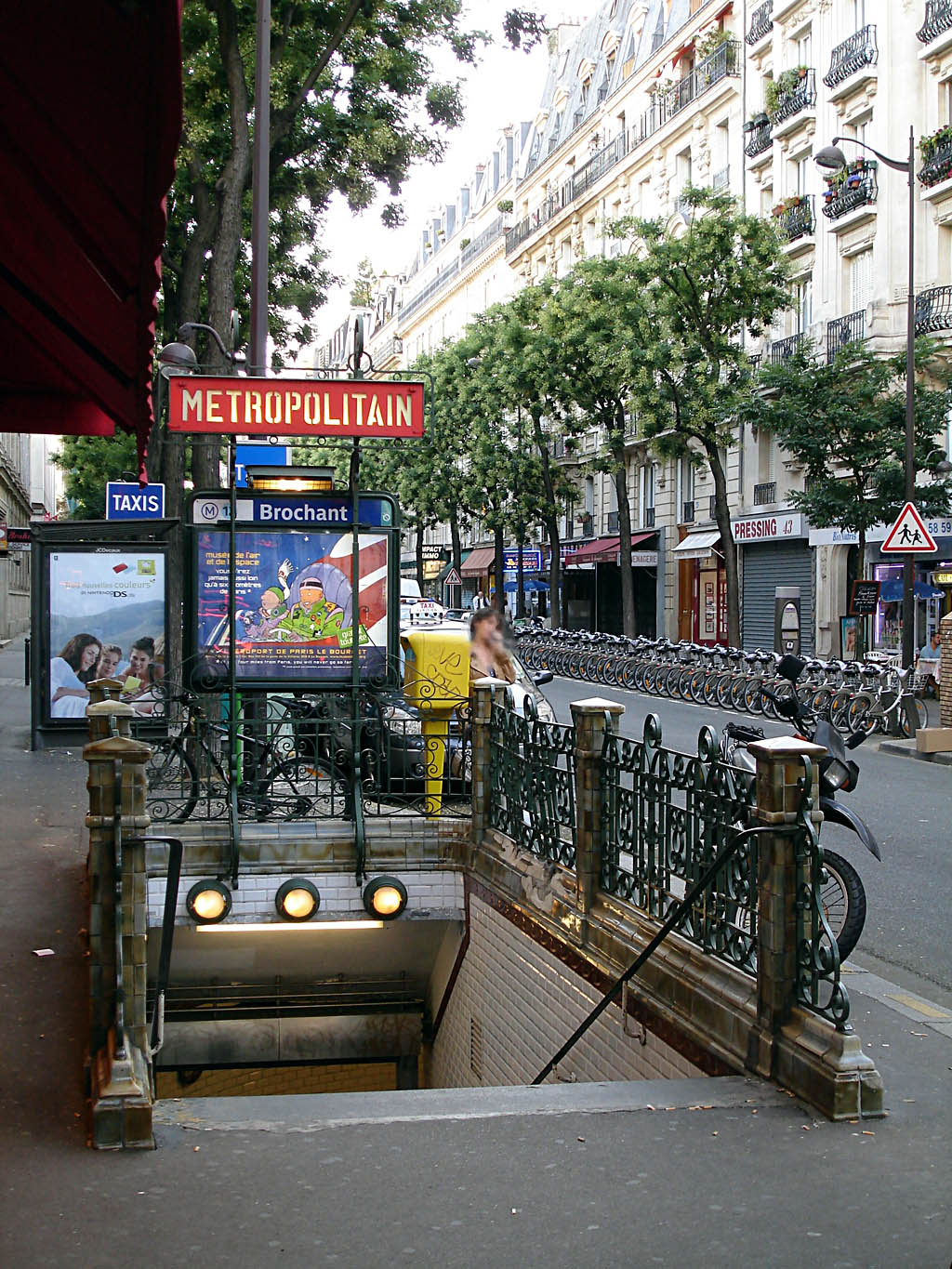
Vstup do stanice

Brochant je nepřestupní stanice pařížského metra na severozápadní větvi linky 13 v 17. obvodu v Paříži. Nachází se na pod Avenue de Clichy.

## Historie
Stanice byla otevřena 20. ledna 1912, když byla zprovozněna severozápadní větev tehdejší linky B v úseku La Fourche ↔ Porte de Clichy. V roce 1931 se linka B změnila na dnešní linku 13.

## Název
Jméno stanice je odvozeno od názvu ulice, která nese jméno mineraloga André Brochanta de Villiers (1772–1840).

## Vstupy
Stanice má dva přístupy na rohu ulic Avenue de Clichy a Rue Brochant.